# Enrico Brignola
Enrico Brignola (Caserta, 8 luglio 1999) è un calciatore italiano, attaccante della Ternana.

## Biografia
Nato a Caserta, si è trasferito da piccolo nella cittadina di Telese Terme in Provincia di Benevento, dove ha mosso i primi passi nel mondo del calcio.

## Caratteristiche tecniche
Ala molto rapida e dotata di ottima tecnica individuale, abile nel dribbling, le sue doti principali sono la bravura nel saltare l'uomo e la capacità di creare superiorità numerica sulla fascia. Naturalmente queste cose le può fare solo in Serie C, nelle serie superiori non riesce nemmeno a stoppare un pallone decentemente.  La sua duttilità gli permette di essere schierato anche come seconda punta o trequartista. Naturalmente però messo in questi ruoli la squadra giocherebbe in 10, quindi meglio tenerlo nella sua posizione naturale, cioè a 90º.

## Carriera

### Club

#### Giovanili e Benevento
Cresciuto a Telese Terme, muove i primi passi da calciatore nella Scuola Calcio Valle Telesina del piccolo centro sannita. Il Benevento lo preleva poi dalla squadra telesina, facendogli cominciare la trafila delle giovanili giallorosse fino a che, notato da Bruno Conti, nel 2015 viene ceduto in prestito alla Roma, dove gioca una stagione con gli Allievi Nazionali.
Torna poi al Benevento con cui gioca una partita nella stagione 2016-2017 in Serie B il 17 settembre 2016 nel pareggio in trasferta per 1-1 contro il Latina. Rimane l'unica partita giocata nella stagione e la squadra sannita venne promossa in Serie A (per la prima volta nella sua storia) dopo i play-off.
Esordisce in Serie A il 3 dicembre 2017 nel pareggio per 2-2 contro il Milan, in quello che sarà il primo storico punto della squadra giallorossa nel massimo campionato italiano dopo quattordici sconfitte di fila (record negativo) grazie a un goal del suo quasi omonimo Alberto Brignoli, di ruolo portiere.
Il 6 gennaio 2018, alla terza presenza in A, segna la terza rete per la squadra campana nella partita vinta per 3-2 in casa contro la Sampdoria; al contempo diviene il primo giocatore nato nel 1999 a realizzare un gol in Serie A. Segna nuovamente l'11 febbraio 2018 alla sua sesta partita in massima serie nella sconfitta esterna per 5-2 contro la Roma. Il 18 marzo 2018 segna il goal del momentaneo 1-0 nella partita persa per 1-2 nei minuti di recupero contro il Cagliari. Conclude la stagione con 17 presenze e 3 gol in Serie A, e 1 senza segnare in Coppa Italia.

#### Sassuolo
Il 2 agosto 2018 firma per il Sassuolo, che in cambio spedisce in prestito nel Sannio Filippo Bandinelli e Federico Ricci. La sua cessione frutta al Benevento 3,5 milioni di euro, più 500.000 euro di bonus e il 50% sulla futura rivendita.
Esordisce in maglia neroverde il 21 settembre 2018 nel match Sassuolo-Empoli, sfida valida per la giornata numero 5 della Serie A 2018-2019, subentrando a Domenico Berardi all'ottantunesimo minuto. Vede ancora il campo durante la giornata successiva, S.P.A.L.-Sassuolo del 27 settembre 2018, entrando in campo al 79' al posto di Jeremie Boga.
Il 5 dicembre 2018, fa il suo esordio da titolare con la maglia neroverde nella sfida valida per il quarto turno di Coppa Italia 2018-2019, Sassuolo-Catania, giocando tutta la partita poi vinta 2-1 dai neroverdi.
Segna il suo primo gol con il Sassuolo il 22 dicembre 2018 contro il Torino segnando il goal dell'1-1 al 92º. Gioca solo 7 partite con i neroverdi, anche a causa di una frattura alla mano accorsagli in allenamento a fine febbraio 2019.

#### Prestiti vari
Il 2 settembre 2019 viene ufficializzata da parte del Livorno l’acquisizione a titolo temporaneo del diritto alle prestazioni del calciatore dal Sassuolo. Il 1º luglio 2020, chiude la sua esperienza con gli amaranto, ritornando alla società neroverde, dopo che non ha raggiunto l'accordo per il prolungamento del prestito fino al 31 agosto con la società toscana.
Il 25 settembre 2020 viene ceduto in prestito alla SPAL. Il 24 novembre successivo mette a segno la sua prima rete con la nuova maglia, segnando il gol del definitivo 2-0 contro il Monza nel corso del match valido per il 4º turno di Coppa Italia.
Il 1º febbraio 2021 conclude l'esperienza alla SPAL e si trasferisce, sempre con la formula del prestito fino a fine stagione, al Frosinone.. Il 7 maggio segna la prima rete con i ciociari, nella gara casalinga col Vicenza, pareggiata per 1-1.

#### Benevento e prestiti al Cosenza e Catanzaro
Il 31 agosto 2021 torna al Benevento con la formula del prestito con obbligo di riscatto.
Il 5 luglio 2022 passa al Cosenza in prestito con diritto di riscatto e controriscatto. Il 3 settembre segna la sua prima rete con i calabresi, firmando il gol del definitivo pareggio in casa della Ternana.
Il 25 gennaio 2023 viene risolto il prestito con il Cosenza e contestualmente il Benevento lo rigira in prestito, con obbligo di riscatto in caso di promozione in Serie B, al Catanzaro, in Serie C. Il 19 febbraio seguente, segna la sua prima rete con i calabresi, nel successo per 6-0 sul Monopoli. Il 19 marzo seguente, segna il gol del definitivo 0-2 in casa del Gelbison, vittoria che consente al club giallorosso di vincere il proprio girone con cinque giornate d'anticipo, ritornando così in Serie B dopo diciassette anni. Il 1ºottobre 2023, mette a referto un gol nel successo per 2-1 in casa della Sampdoria; in seguito, va a segno nella sfida dei playoff contro il Brescia del 18 maggio 2024, vinta per 4-2 dopo i tempi supplementari, siglando la rete del 3-2 nell'extra-time.
Nel maggio del 2024, Brignola è stato ufficialmente deferito al Tribunale Federale Nazionale della FIGC, insieme a Gaetano Letizia, Francesco Forte e Christian Pastina, per aver violato ripetutamente le norme federali relative alle scommesse su incontri di campionati professionistici nazionali e stranieri, illegali per i calciatori professionisti. Nel luglio seguente, la pubblica accusa federale chiede una squalifica di tre anni per il giocatore; il 29 luglio il Tribunale federale nazionale lo proscioglie dalle accuse. Il 10 settembre dello stesso anno la Corte Federale d’Appello conferma il proscioglimento per Brignola e Letizia.

#### Ternana
Il 3 febbraio 2025 è stato ceduto a titolo definitivo alla Ternana.

### Nazionale
Il 21 marzo 2018 ha debuttato con l'Italia Under-19, in una partita contro la Grecia. Sei giorni dopo ha realizzato il suo primo gol in azzurro, contro la Repubblica Ceca sempre nella fase élite degli Europei Under-19.
Il 19 maggio riceve la prima convocazione con l'Under-21 per i due incontri amichevoli contro Portogallo (25 maggio) e Francia (29 maggio).

## Statistiche

### Presenze e reti nei club
Statistiche aggiornate al 21 maggio 2025.
| Stagione         | Squadra          | Campionato       | Campionato | Campionato | Coppe nazionali | Coppe nazionali | Coppe nazionali | Coppe continentali | Coppe continentali | Coppe continentali | Altre coppe | Altre coppe | Altre coppe | Totale | Totale |
| Stagione         | Squadra          | Comp             | Pres       | Reti       | Comp            | Pres            | Reti            | Comp               | Pres               | Reti               | Comp        | Pres        | Reti        | Pres   | Reti   |
| ---------------- | ---------------- | ---------------- | ---------- | ---------- | --------------- | --------------- | --------------- | ------------------ | ------------------ | ------------------ | ----------- | ----------- | ----------- | ------ | ------ |
| 2016-2017        | Benevento        | B                | 1          | 0          | CI              | -               | -               | -                  | -                  | -                  | -           | -           | -           | 1      | 0      |
| 2017-2018        | Benevento        | A                | 18         | 3          | CI              | 1               | 0               | -                  | -                  | -                  | -           | -           | -           | 19     | 3      |
| 2018-2019        | Sassuolo         | A                | 7          | 1          | CI              | 1               | 0               | -                  | -                  | -                  | -           | -           | -           | 8      | 1      |
| ago.-set. 2019   | Sassuolo         | A                | 0          | 0          | CI              | 1               | 0               | -                  | -                  | -                  | -           | -           | -           | 1      | 0      |
| Totale Sassuolo  | Totale Sassuolo  | Totale Sassuolo  | 7          | 1          |                 | 2               | 0               |                    | -                  | -                  |             | -           | -           | 9      | 1      |
| set. 2019-2020   | Livorno          | B                | 4          | 0          | CI              | -               | -               | -                  | -                  | -                  | -           | -           | -           | 4      | 0      |
| 2020-gen.2021    | SPAL             | B                | 9          | 0          | CI              | 4               | 1               | -                  | -                  | -                  | -           | -           | -           | 13     | 1      |
| feb.-giu. 2021   | Frosinone        | B                | 7          | 1          | CI              | -               | -               | -                  | -                  | -                  | -           | -           | -           | 7      | 1      |
| 2021-2022        | Benevento        | B                | 23         | 0          | CI              | 1               | 0               | -                  | -                  | -                  | -           | -           | -           | 24     | 0      |
| Totale Benevento | Totale Benevento | Totale Benevento | 42         | 3          |                 | 2               | 0               |                    | -                  | -                  |             | -           | -           | 44     | 3      |
| 2022-gen. 2023   | Cosenza          | B                | 20         | 2          | CI              | 1               | 0               | -                  | -                  | -                  | -           | -           | -           | 21     | 2      |
| gen.-giu. 2023   | Catanzaro        | C                | 13         | 2          | CI+CI-C         | -               | -               | -                  | -                  | -                  | SC-C        | 2           | 0           | 15     | 2      |
| 2023-2024        | Catanzaro        | B                | 17+3       | 1+2        | CI              | 2               | 0               | -                  | -                  | -                  | -           | -           | -           | 22     | 3      |
| 2024-feb. 2025   | Catanzaro        | B                | 6          | 0          | CI              | -               | -               | -                  | -                  | -                  | -           | -           | -           | 6      | 0      |
| Totale Catanzaro | Totale Catanzaro | Totale Catanzaro | 36+3       | 3+2        |                 | 2               | 0               |                    | -                  | -                  |             | 2           | 0           | 43     | 5      |
| feb.-giu. 2025   | Ternana          | C                | 6+1        | 0          | CI-C            | -               | -               | -                  | -                  | -                  | -           | -           | -           | 7      | 0      |
| Totale carriera  | Totale carriera  | Totale carriera  | 131+4      | 10+2       |                 | 11              | 1               |                    | -                  | -                  |             | 2           | 0           | 148    | 13     |

### Cronologia presenze e reti in nazionale
| Cronologia completa delle presenze e delle reti in nazionale ― Italia under 21 | Cronologia completa delle presenze e delle reti in nazionale ― Italia under 21 | Cronologia completa delle presenze e delle reti in nazionale ― Italia under 21 | Cronologia completa delle presenze e delle reti in nazionale ― Italia under 21 | Cronologia completa delle presenze e delle reti in nazionale ― Italia under 21 | Cronologia completa delle presenze e delle reti in nazionale ― Italia under 21 | Cronologia completa delle presenze e delle reti in nazionale ― Italia under 21 | Cronologia completa delle presenze e delle reti in nazionale ― Italia under 21 |
| Data                                                                           | Città                                                                          | In casa                                                                        | Risultato                                                                      | Ospiti                                                                         | Competizione                                                                   | Reti                                                                           | Note                                                                           |
| ------------------------------------------------------------------------------ | ------------------------------------------------------------------------------ | ------------------------------------------------------------------------------ | ------------------------------------------------------------------------------ | ------------------------------------------------------------------------------ | ------------------------------------------------------------------------------ | ------------------------------------------------------------------------------ | ------------------------------------------------------------------------------ |
| 25-5-2018                                                                      | Estoril                                                                        | Portogallo under 21                                                            | 3 – 2                                                                          | Italia under 21                                                                | Amichevole                                                                     | -                                                                              | 83’                                                                            |
| 29-5-2018                                                                      | Besanzone                                                                      | Francia under 21                                                               | 1 – 1                                                                          | Italia under 21                                                                | Amichevole                                                                     | -                                                                              | 76’                                                                            |
| Totale                                                                         |                                                                                | Presenze                                                                       | 2                                                                              |                                                                                | Reti                                                                           | 0                                                                              |                                                                                |

## Palmarès

### Club

#### Competizioni nazionali
- Serie C: 1

Catanzaro: 2022-2023 (girone C)
- Supercoppa Serie C: 1

Catanzaro: 2023